# Nejiko Suwa
Pour les articles homonymes, voir Suwa.
Nejiko Suwa (諏訪根自子), Tokyo, 23 janvier 1920 – Tokyo, 6 mars 2012, est une violoniste japonaise. 
Elle se fait connaître en tant qu'enfant prodige pendant l'entre-deux-guerres. Sa maîtrise du violon lui vaut de recevoir un Stradivarius de la part de Joseph Goebbels le 22 février 1943. Son nom reste aujourd'hui associé à la controverse entourant l'origine de ce cadeau. 

## Biographie
Nejiko Suwa naît Nejiko Oga à Tokyo en 1920. Elle est très vite qualifiée de prodige du violon à l'âge de 10 ans. Son premier professeur est Nakajima Tazuruko, mais elle progresse assez rapidement pour étudier avec la violoniste russe Anna Bubnova-Ono[réf. souhaitée]. Nejiko Suwa est présentée à Efrem Zimbalist lors de sa deuxième tournée asiatique en 1930. Son interprétation du Concerto pour violon en mi mineur de Félix Mendelssohn l'a suffisamment impressionné pour que la réunion fasse la une des journaux. Efrem Zimbalist lui recommande d'étudier à l'étranger et lui propose son aide. Elle refuse l'offre et reste au Japon six ans de plus pendant lesquels elle étudie avec un autre violoniste russe, Alexander Mogilevsky. 

### Carrière en temps de guerre

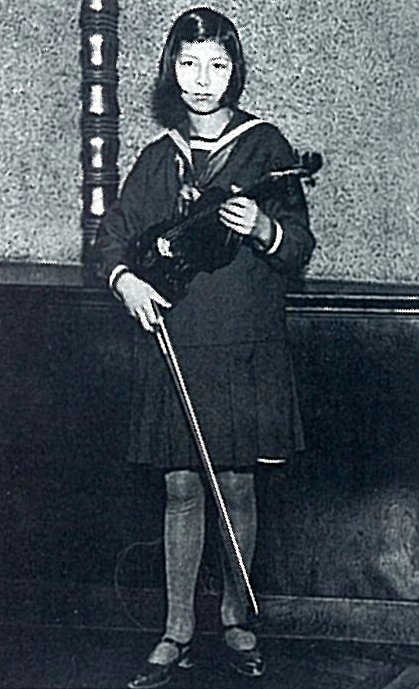
Nejiko Suwa en 1932.

Après avoir déménagé à Bruxelles en 1936 pour poursuivre ses études avec Evgueni Moguilevski, elle s'installe à Paris, en 1938, pour étudier avec Boris Kamensky. Elle y fait ses débuts européens dans la salle Chopin, le 15 mai 1939. Bien que la Seconde Guerre mondiale éclate quelques mois plus tard, Nejiko Suwa reste à Paris pour se former même pendant l'occupation de Paris. L'Allemagne nazie et le Japon impérial sont à cette époque unis par le pacte tripartite. Cette alliance militaire a permis à Nejiko Suwa de s'épanouir : elle est autorisée à donner des concerts aux troupes allemandes blessées pour renforcer l'alliance.  
En reconnaissance de ses services aux allemands et de sa « superbe technique et une brillante démonstration d'art » sur l'instrument, Joseph Goebbels lui offre un violon le 22 février 1943. Le cadeau devait être un Stradivarius, et Goebbels lui-même a noté dans son journal qu'il « offre à la violoniste japonaise un violon Stradivarius ». Dans un entretien accordé à un journal japonais, la musicienne semble également croire que le violon était un Stradivarius. 
Nejiko Suwa est soliste dans un concert donné par l'Orchestre philharmonique de Berlin sous la direction de Hans Knappertsbusch en octobre 1943. Elle continue à voyager entre les villes allemandes pour donner des concerts, mais est, finalement, forcée de quitter Paris en août 1944. Elle rejoint l'entourage de l'ambassadeur Hiroshi Ōshima à l'ambassade du Japon à Berlin en avril 1945, avant de repartir pour Bad Gastein, en Autriche. Elle est capturée dans les Alpes autrichiennes avec toute la mission diplomatique japonaise par la septième armée des États-Unis en mai 1945. Elle et d'autres ressortissants japonais sont placés à bord du paquebot Santa Rosa, au Havre, en France, à destination de New York. Ils sont envoyés en Pennsylvanie en août pour être détenus à l'hôtel Bedford Springs au cœur des montagnes Allegheny avant d'être libérés en novembre et renvoyés au Japon.

### Succès d'après-guerre
Après la guerre, elle figure dans un concert de bienfaisance en 1951 au Hollywood Bowl en tant que « première star musicale japonaise à avoir foulé le sol américain depuis la signature du traité de paix ». Elle donne également de nombreux concerts au Japon, dont un à des criminels de guerre à la prison de Sugamo en 1952. Après ces années de notoriété publique, elle sort des enregistrements de Bach et Beethoven.   

### Controverse sur le violon

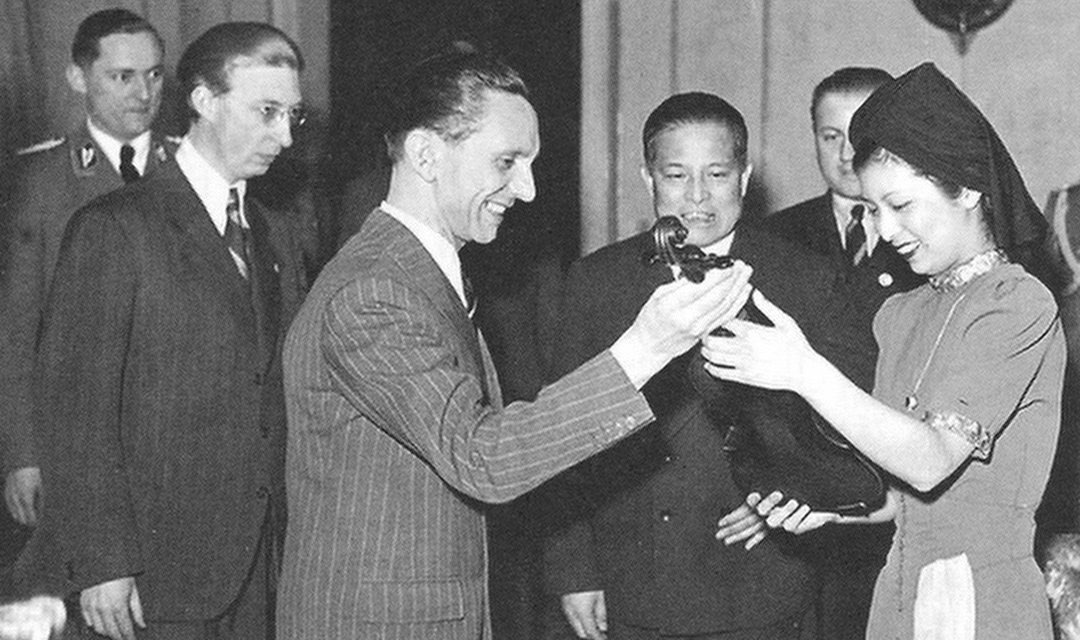
Joseph Goebbels, présentant un violon, dit être un Stradivarius, à Nejiko Suwa le 22 février 1943.

La controverse sur l'instrument vient de la possibilité qu’elle ait effectivement reçu un véritable Stradivarius. Il aurait été l'un des nombreux violons volés ou confisqués aux Juifs pendant la guerre.  
Les violons Stradivarius appartenant au collectionneur d'art viennois Oskar Bondy et la belle-fille juive de Johann Strauss II sont portés disparus. Joseph Goebbels et son ministère sont connus pour avoir acheté des violons de qualité pour les musiciens allemands. Les dossiers militaires confirment également qu'un Guadagnini de 1765 a été trouvé chez un violoniste allemand qui a déclaré qu'il s'agissait d'un prêt de Goebbels. 
Cependant, la provenance de l'instrument offert à Nejiko Suwa reste incertaine. Le neveu de la musicienne, aujourd'hui propriétaire du violon, a refusé de discuter de l'instrument et de l'authentifier. 

### Fin de vie
Nejiko Suwa décède le 6 mars 2012 à l'âge de 92 ans dans sa maison de Tokyo.

## Postérité
Yusuke Fukada écrit un livre sur la première partie de vie de Nejiko Suwa en Europe, celui-ci est adapté en un film télévisé pour TV Asahi en 1985. La violoniste japonaise Mariko Komuro joue le rôle de la jeune Nejiko Suwa.
En 2021, Yoann Iacono publie un premier roman, intitulé Le Stradivarius de Goebbels, librement inspiré de la vie de Nejiko Suwa.